# Anton von Sallwürk
Anton von Sallwürk (* 1. Juni 1807 in Sigmaringen; † 1871) war preußischer Regierungspräsident der Hohenzollernschen Lande.

## Leben
Anton von Sallwürk war Sohn von Oberamtmann Nikolaus von Sallwürk und Bruder des Landtagsabgeordneten Carl von Sallwürk. Er studierte Rechtswissenschaften in Freiburg und Heidelberg. Von 1830 bis 1834 arbeitete er als Aktuar beim Turn- und Taxisschen Oberamt Ostrach. 1834 wurde er Assessor und Sekretär beim fürstlichen Hofgericht und bei der Regierung in Sigmaringen. 1840 ernannte man ihn zum Hofgerichtsrat, zugleich war er vortragender Rat bei der Geheimen Konferenz. 1845 wechselte er als Vorstand zur neu gebildeten Abteilung der Landesregierung für das Schulwesen. Von 1848 bis 1851 war er preußischer Regierungspräsident der Hohenzollernschen Lande in Sigmaringen. Von 1851 bis 1852 leitete er als Nachfolger seines Bruders Carl von Sallwürk als Oberamtmann das Oberamt Sigmaringen (1851–1852).
1852 wurde er im Wahlkreis Hohenzollern in das Preußische Abgeordnetenhaus gewählt, legte das Mandat aber bereits am 27. Februar 1852 nieder.
Anton von Sallwürk war verheiratet mit Josepha geb. Schmalholz (* ?; † 24. März 1882 in Bruchsal), sie hatten zumindest eine Tochter Julie, später verheiratet mit dem Strafanstaltsdirektor Julius Eichrodt in Bruchsal.